# کورت بادینسکی
کورت بادینسکی (به آلمانی: Curt Badinski) (۱۷ مه ۱۸۹۰ - ۲۷ فوریه ۱۹۶۶) یک نظامی بلندپایه آلمانی در دوره رایش سوم بود.